# Teratauxta
Teratauxta là một chi bướm đêm thuộc họ Crambidae.